# Parectopa ononidis
Parectopa ononidis је врста инсекта из реда лептира (Lepidoptera), која припада породици Gracillariidae.

## Опис
Основна боја овог ноћног лептира је тамно смеђа, са бројним белим мрљама различите величине и облика. Величина му је између 7 и 9 мм. Гусеница је златно до зелено жуте боје и прави мине у листовима.

## Распрострањење и станиште
Врста је широко распрострањења у Европи, са изузетком Ирске и Балкана. У Србији постоји само један податак о присуству ове врсте из околине Горњег Милановца. Насељава ливадска станишта са биљкама из породице лептирњача (Fabaceae).

## Биологија
Овај ноћни лептир има две генерације годишње: мај–јун и август. Пошто је лисни минер, гусеница већину времена проводи у листу биљке хранитељке. Први стадијум гради ситну мину са доље стране листа. Други степен се храни паренхимом у центру листа, постепено се проширујући на друга подручја листа. Понекад, посебно код ситних листова, мина заузима целу површину листа и у таквим случајевима гусеница прелази на други лист . Улуткавање се врши унутар мине, а врста презимљава у стадијуму гусенице .

## Синоними
- Elachista ononiella Duponchel, 1843
- Gracilaria ononidis Zeller, 1839
- Parectopa argentipunctella (Stainton, 1848)
- Parectopa moniliella (Tengström, 1848)
- Parectopa ononiella (Duponchel, 1843)